# Alphonse Simil
Alphonse Paul Joseph Marie Simil (né le 14 février 1841 à Nîmes et mort le 6 août 1916 à Paris) est un architecte français.

## Biographie

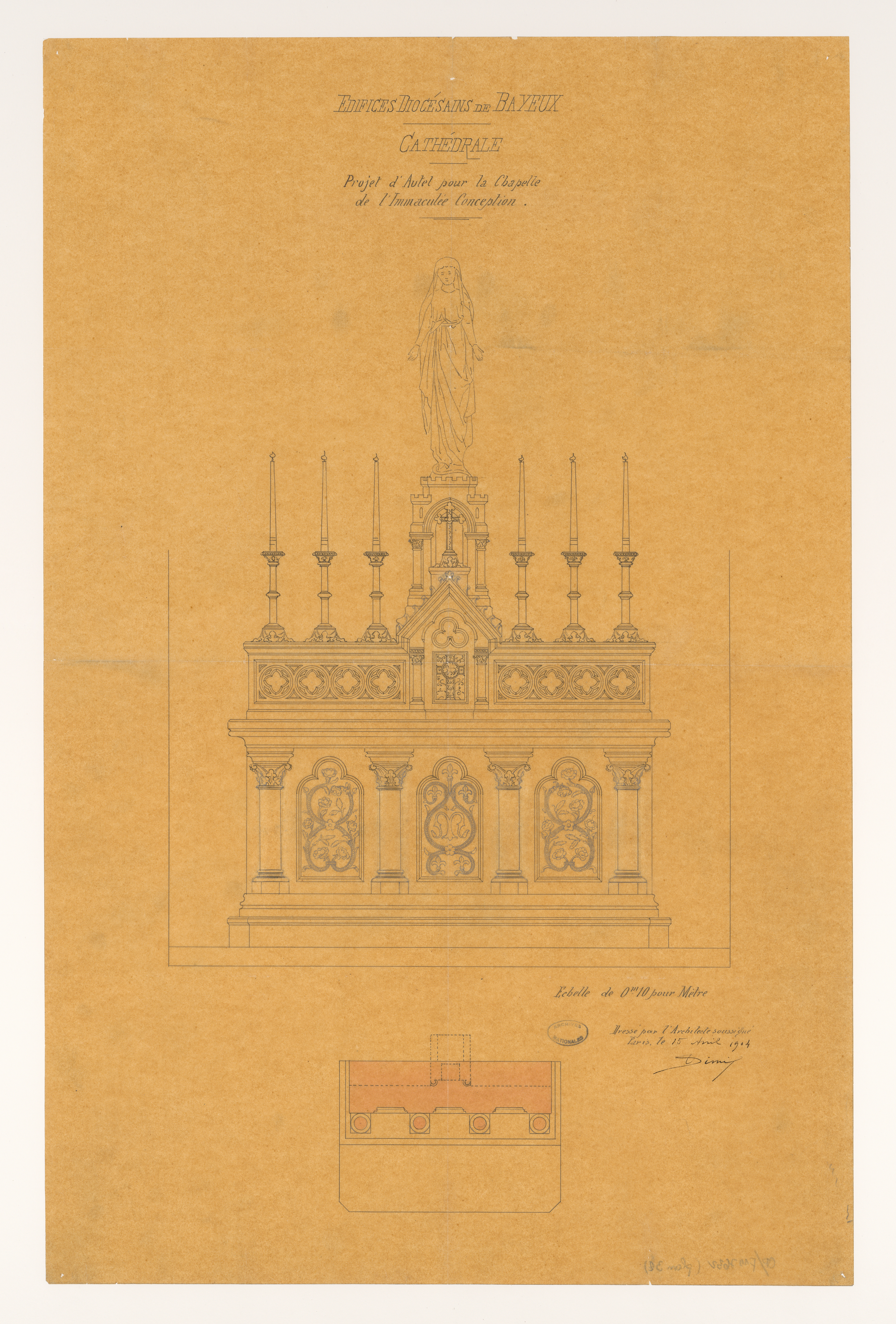
Projet d'autel pour la cathédrale de Bayeux, 1904 (Archives nationales)

Élève de Henri Révoil à Nîmes, il intègre l'École des Beaux-Arts de Paris en 1864, où il suit notamment les enseignements de Charles Laisné.
À partir de 1874, il est architecte des Monuments historiques, attaché à la Commission des monuments historiques. Il travaille en particulier dans le département de l'Orne, les arrondissements de Bayeux (Calvados) et de Mantes, puis plus tard à Soissons.
Il est également architecte diocésain, chargé des travaux de restauration des édifices du diocèse de Bayeux (1879) puis du diocèse de Nevers (1904). En 1910, il est chargé des travaux d'entretien et de restauration de la cathédrale de Sées.
Il est également connu pour ses travaux de restauration de nombreuses églises : Taverny, Pontoise, Mantes, Étréham, Formigny, L'Aigle, Ryes et Dives-sur-Mer, ou encore du donjon de Chambois.
Il collabore, pendant plusieurs années, avec le facteur d'orgue Aristide Cavaillé-Coll, pour lequel il dessine un grand nombre de buffet d'orgue, tel que celui de la Cathédrale Saint-Pierre de Rennes ou celui de l'église Saint-François-de-Sales à Lyon.
Il met fin à ses activités d'architecte en 1912. Il meurt le 6 août 1916 à Paris, dans le 6e arrondissement.

## Distinctions
- Médailles lors des salons annuels de 1868 à 1877[4]
- Prix à l'Exposition universelle de Vienne (1873)
- Prix à l'Exposition universelle de Paris (1878, 1889[2])
- Chevalier de la Légion d'Honneur (1891[4])

## Publications
- Traité de perspective pratique destiné aux artistes et à l'enseignement de la perspective dans les cours de dessin, Paris, 1881.
- Le Vatican et la Basilique de Saint-Pierre de Rome, Paris, 1880-1885.